# Chirurgie de féminisation faciale
Pour les articles homonymes, voir FFS et CFF (homonymie).
La chirurgie de féminisation faciale ou CFF (en anglais, facial feminization surgery ou FFS) est un ensemble de procédures chirurgicales plastiques qui modifient généralement les traits masculins pour les rendre plus proches en taille et en forme de ceux du visage féminin. La CFF peut inclure diverses procédures telles que le lifting frontal, la rhinoplastie, l'implantation de joue, l'augmentation labiale (en), ou la génioplastie.
Les visages contiennent des caractères sexuels secondaires qui donnent un aspect masculin ou féminin facilement reconnaissable, notamment la forme du front, le nez, les lèvres, les joues, le menton et la mâchoire. Les caractéristiques du tiers supérieur de la face semblent être les plus importantes pour faire cette distinction, mais des changements subtils au niveau de la bouche peuvent aussi avoir un effet important.

## Candidats
Pour beaucoup de femmes transgenres, la CFF est médicalement nécessaire pour traiter la dysphorie de genre. Il peut être tout aussi important, voire plus important que la chirurgie de réattribution sexuelle (CRS), de réduire la dysphorie de genre et d'aider les femmes trans à s'intégrer socialement en tant que femme ; les données sur ces types de résultats sont limités par la petite taille de l'étude notamment,.
Alors que la plupart des patients réalisant la CFF sont des femmes transgenres, certaines femmes cisgenres qui trouvent leur visage trop masculin font également l'objet d'une CFF. Celle-ci est parfois demandée par les travestis et les drag queens.
Les candidats à la CFF doivent attendre que leurs os crâniens aient cessé de croître avant de la subir. C'est en passant une radiographie de la mandibule et de l'os du poignet que l'on s'assure du moment adéquat et que la croissance osseuse s'est effectivement arrêtée.

## Procédures chirurgicales
Les procédures chirurgicales les plus fréquemment effectuées au cours de CFF sont les suivantes, :

### Tiers supérieur du visage
Certaines études ont montré que la forme du front était l'une des principales différences entre les hommes et les femmes. La correction de la ligne de démarcation des cheveux, la reconstruction du front, la reconstruction de l'orbite oculaire, et le lifting frontal sont les procédures les plus souvent effectuées, et avec la rhinoplastie.
Chez les hommes, la racine des cheveux est souvent plus haute que celle des femmes, et elle recule généralement vers les coins au-dessus des tempes, ce qui lui donne une forme de « M ». La racine des cheveux peut être déplacée vers l'avant et donner une forme plus arrondie, soit avec une procédure appelée « avance du cuir chevelu » dans les cas où le cuir chevelu est soulevé et déplacé, soit par la greffe des cheveux.
Reconstruction frontale
Les hommes ont tendance à avoir un front plus plat que les femmes.
Les chirurgiens ont deux principales approches pour cette partie de la CFF. L'approche la plus ancienne est de broyer l'os autant que possible, sans le percer, et ensuite, développer la zone autour, tout en préservant le ciment osseux d'hydroxyapatite. L'autre approche est d'effectuer une procédure appelée front de reconstruction ou cranioplastie ; bien qu'elle semble meilleure, les données sur les résultats de cette approche restent limités. Les risques de la cranioplastie sont notamment la guérison incomplète du crâne, le mouvement des fragments d'os, et à la formation de kystes ; ceux-ci peuvent généralement être corrigés par une autre opération.
Lifting frontal
Les hommes ont tendance à avoir des sourcils plus bas que les femmes, par rapport à la position de leurs arcades sourcilières. En conséquence, la CFF vise à relever les sourcils pour obtenir une apparence faciale plus féminine.
Orbite reconstitué
Dans certaines études, la forme de l'œil a été montrée comme étant la clé de la différence entre les hommes et les femmes. Les orbites des femmes cisgenres ont tendance à être plus petites, situées plus haut sur le visage, plus fortement inclinées sur les bords extérieurs, et plus rapprochées sur leurs bords intérieurs (distance intercanthale). Certaines CFF modifient la forme de l'orbite ; les informations sur ces résultats sont limitées.

### Rhinoplastie
Les hommes ont tendance à avoir un nez plus long et plus large que les femmes, dont la pointe est souvent légèrement plus haute ; la procédure consiste donc à retirer les os, le cartilage et remodeler ce qui reste. Dans la plupart des cas, cette opération est effectuée de façon ouverte ; la réduction nasale comporte un risque d'interférence avec la fonction de la valve nasale. Les procédures standards de rhinoplastie sont généralement utilisées. Il existe peu de données sur les résultats.

### Implants des joues
Les femmes ont souvent des pommettes plus saillantes, avec une forme de triangle formé par les pommettes et la pointe du menton. Le contour de la joue est réalisé lors du remodelage du menton. Les joues sont reformées en coupant l'os et en le repositionnant ; augmenter les joues avec des implants ou avec de la graisse récoltée à partir d'autres parties du corps est une pratique fréquente. Les risques sont l'infection et le mouvement de l'implant qui donnerait un aspect asymétrique ; la graisse peut éventuellement être absorbée.

### Lèvres
De subtils changements dans la forme et la structure des lèvres peuvent avoir une forte influence sur la féminisation. La distance entre la base du nez et le haut de la lèvre supérieure tend à être plus longue chez les hommes que chez les femmes ; la lèvre supérieure est donc plus longue. Quand une bouche de femme est ouverte et détendue, les incisives supérieures sont souvent exposées de quelques millimètres.
Une incision est généralement faite juste en dessous de la base du nez et une section de peau est retirée. Fermer cet écart soulève le haut de la lèvre, la place dans une position plus féminine et expose un peu les incisives supérieures. Le chirurgien peut également soulever la lèvre supérieure pour lui donner une apparence plus pulpeuse.
Les femmes ont souvent des lèvres plus pulpeuses que les hommes, le remplissage des lèvres est souvent utilisée dans la féminisation.

### Menton et mâchoire
Les hommes ont tendance à avoir un menton plus long et plus large que les femmes, avec une base carrée, et une projection vers l'extérieur plus importante que les femmes.
Le menton peut être réduit en longueur soit par le rasage des os, soit par une procédure appelée « plastie de glissement », où une section de l'os est retirée. La mâchoire peut être modifiée par la chirurgie de la réduction de mâchoire, qui se fait parfois par la bouche. Le muscle masséter peut également être réduit pour rendre la mâchoire plus étroite.
Le plus grand risque dans ces procédures est d'endommager le nerf mentonnier qui traverse le menton et la mâchoire ; les autres risques incluent des dommages aux racines des dents, des infections, de la pseudarthrose, des dommages au muscle mentonnier qui contrôle la lèvre inférieure et les bords du menton.

### Réduction de la pomme d'Adam
Les hommes cis ont tendance à avoir une pomme d'Adam proéminente après la puberté. La pomme d'Adam peut être réduite à l'aide d'une procédure appelée chondrolaryngoplastie ; le but étant de réduire sa taille, sans laisser de cicatrice. Il y a des risques d'endommagements des cordes vocales et de déstabilisation de l'épiglotte.

### Procédures associées
L'embellissement et les procédures de rajeunissement sont souvent réalisées en même temps que la féminisation des traits du visage. Par exemple, il est courant que les cernes et le relâchement des paupières soient corrigés avec une procédure appelée « blépharoplastie », et nombre de patients subissent une féminisation du visage et du cou.

## Histoire
Les techniques de CFF sont dérivées de la chirurgie maxillo-faciale et reconstructrice, ainsi que la chirurgie plastique et esthétique générale,.
La CFF a commencé en 1982 lorsque Darrell Pratt, un chirurgien plastique qui a effectué des chirurgies de réassignation sexuelle, a demandé à Douglas Ousterhout de l'aide concernant une patiente transgenre MtF qui souhaitait une chirurgie plastique pour rendre son visage plus féminin, car les gens réagissaient encore comme si elle était un homme quand ils se trouvaient face à elle. La pratique d'Ousterhout impliquait la reconstruction des visages et des crânes de personnes qui avaient subi des malformations à la naissance, des accidents, ou d'autres traumatismes. Ousterhout voulait l'aider, mais il ne savait pas ce que signifiait chirurgicalement un « visage de femme » ; il a donc étudié l'anthropologie physique à partir du début du XXe siècle pour identifier quelles étaient les caractéristiques dites « féminines », puis par un travail sur un ensemble de plusieurs centaines de crânes pour étudier s'il pouvait distinguer de manière fiable lesquels appartenaient aux femmes et lesquels appartenaient aux hommes,. Ousterhout a ensuite commencé à travailler sur les techniques chirurgicales et les matériaux qu'il avait déjà utilisés et qui pourraient s'appliquer afin de transformer un visage masculin pour le rendre plus féminin ; il est le pionnier de la plupart des procédures impliquées dans la CFF et il a été impliqué dans leurs améliorations ultérieures.
En 2006, il y avait environ douze chirurgiens à l'échelle mondiale qui se sont spécialisés dans la CFF,

## Coût
Aux États-Unis, en 2006, le coût de la chirurgie de féminisation faciale s'élevait entre 20 000 $ et 40 000 $, soit environ deux fois le coût de la chirurgie de réattribution sexuelle.